# Didier Lapeyre
Pour les articles homonymes, voir Lapeyre.
Didier Lapeyre, né le 16 juillet 1939, est un chirurgien cardiaque, physiologiste et chercheur français reconnu comme pionnier des cœurs artificiels.

## Biographie
Didier Lapeyre a travaillé 25 ans au sein du Texas Heart Institute (en).
En collaboration avec Dassault Aviation, M. Lapeyre a commencé à travailler sur la première valve cardiaque tri-dépliant dans les années 1980 
Auparavant, M. Lapeyre a servi en tant que concepteur, directeur des affaires scientifiques et médicales du programme aérospatial de cœur artificiel total et a travaillé au CNRS français sur le premier cœur totalement artificiel.
Didier Lapeyre est le fondateur de la société Suisse Triflomedical, qui se spécialise dans la recherche et le développement de nouveaux cœurs artificiels. L'entreprise a développé une valve cardiaque artificielle prénommée La Furtiva Lapeyre-Triflo,.